# Sieć dystrybucji towarów
Sieć dystrybucji towarów – grupa współpracujących przedsiębiorstw realizujących dostawy od dostawców do wielu odbiorów.
Sieć dystrybucji na rynku ma miejsce zarówno w przypadku realizacji dostaw od przedsiębiorstwa handlowego (dostawcy) do wielu producentów (odbiorców), jak i od przedsiębiorstwa produkcyjnego (dostawcy) do wielu przedsiębiorstw handlowych (odbiorców). Wybór optymalnej dla przedsiębiorstwa sieci dystrybucji jest jednym ze strategicznych problemów decyzyjnych logistyki. Długość łańcucha dystrybucji i duża liczba partnerów pośrednich w sieci dystrybucji powoduje wydłużenie czasu dostarczana produktu do klienta.